# Nyhetsbolaget
Nyhetsbolaget Sverige var ett svenskt tv-produktionsbolag som ägdes av Bonnierkoncernen genom dotterbolaget Nordic Broadcasting. 
Från 2012 tog Nyhetsbolaget över produktionen av TV4:s profilerade nyhets- och samhällsprogram, såsom TV4-nyheterna, lokala nyheter, Nyhetsmorgon, Kalla Fakta, Efter tio och Kvällsöppet. Det sistnämnda har senare ersatts av programmet Jenny Strömstedt, som leds av journalisten med samma namn. 
Bolaget ägde och producerade även nyhetskanalen TV4 News som startade den 24 januari 2012 och som lades ned i september 2013. Nyhetsbolaget producerade även TV-serien Korrarna som premiärvisades i juni 2014. 
Nyhetsbolaget hade cirka 400 anställda på 25 orter i Sverige. För TV4 produceras årligen cirka 6 000 timmar nyhets- och samhällsprogram. 31 december 2017 flyttades verksamheten till Bonnier Broadcasting och Nyhetsbolaget lades ner..